# Dietrich Mechow
Dietrich Mechow (* 15. April 1925 in Berlin; † 19. November 2015 in Brandenburg an der Havel) war ein deutscher Schauspieler und Synchronsprecher.

## Leben
In den 1950er-Jahren nahm Dietrich Mechow Schauspielunterricht und debütierte noch während seiner Ausbildung in der DEFA-Produktion Thomas Müntzer – Ein Film deutscher Geschichte unter der Regie von Martin Hellberg. Mechow hatte Engagements in Plauen und Magdeburg, bevor er 1966 von Fritz Bennewitz an das Nationaltheater Weimar verpflichtet wurde. Unter anderem spielte er dort 1968 den Dorfrichter Adam im Zerbrochnen Krug von Heinrich Kleist und 1979 in Johann Wolfgang von Goethes Trauerspiel Egmont.
Nach seinem Leinwanddebüt stand Mechow erst wieder ab Mitte der 1970er-Jahre vor der Kamera. Daneben war er in den 1980er-Jahren auch gelegentlich als Synchronsprecher tätig. Kurz nach der Wiedervereinigung beendete Mechow seine künstlerische Laufbahn und zog sich ins Privatleben zurück.

## Filmografie
- 1956: Thomas Müntzer – Ein Film deutscher Geschichte
- 1974: Inselsommer
- 1976: Was kostet Martin die Welt?
- 1978: Polizeiruf 110 – Holzwege
- 1981: Die Stunde der Töchter
- 1981: Die Gäste der Mathilde Lautenschläger
- 1981: Jockei Monika
- 1982: Zahl bar, wenn du kannst
- 1983: Bühne frei!
- 1983: Polizeiruf 110 – Schnelles Geld
- 1984: Polizeiruf 110 – Das vergessene Labor
- 1985: Mein lieber Onkel Hans
- 1987: Der Staatsanwalt hat das Wort – Ich werde dich nie verraten
- 1989: Die gläserne Fackel – Die Stiftung
- 1990: Der Staatsanwalt hat das Wort – Blonder Tiger, schwarzer Tango
- 1991: Der Hut
- 1991: Das Licht der Liebe

## Hörspiele
- 1976: Die Leiden des jungen Werthers – Autor: Johann Wolfgang von Goethe – Regie: Walter Niklaus